# باصری
ایل باصری (باسری) از عشایر ایرانی‌تبار و فارسی‌زبان ایران به‌شمار می‌رود که بیشتر مردم آن در استان فارس زندگی می‌کنند. این ایل یکی از پنج ایل تشکیل‌دهندهٔ ایلات خمسه است و به خاطر قالی‌ها و گلیم‌های خود شهرت دارد. باصری‌ها حدود صد هزار نفر جمعیت دارند و بیشتر مسلمان و شیعه هستند.
سرحد (ییلاق) ایل باصری در مناطق مرودشت، پاسارگاد و اقلید و گرمسیر (قشلاق) آن در مناطق لارستان، جویم، اوز و جهرم است. امروزه بیشتر باصری‌ها در مرودشت زندگی می‌کنند و بخش قابل توجهی از آن‌ها نیز در پاسارگاد، شیراز، جهرم، اقلید و سایر مناطق مرکزی فارس ساکن هستند.

## پیشینه

### ارتباط با پاسارگادیان و رم کاریان

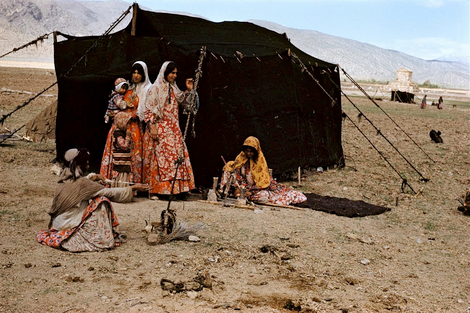
یک خانواده باصری در کنار پاسارگاد

شماری از پژوهشگران معتقدند می‌توان باصری‌ها را منتسب به پاسارگادیان و نوادگان آن‌ها در دوره ساسانیان، رَم کاریان، دانست. قلمرو باصری‌ها با قلمرو پاسارگادی‌ها و کاریانیان در ییلاق میانبند و قشلاق یکی است و تغییری نکرده است. مقر حکومت باصری‌ها نیز همانند آن‌ها، پاسارگاد در ییلاق و کاریان در قشلاق است. از دیگر شواهد زبان مردم ایل باصری است که گویشی از فارسی‌است که دارای واژگان کهنه و دست‌نخورده فراوانی از زبان فارسی باستان و میانه می‌باشد. برخی پژوهشگران نام باصری را دگرگون شده نام «پاساری» قلمداد کرده که بعدها معرب شده و به شکل کنونی درآمده است.
پس از فتح پارس به دست اعراب، خلفای بنی‌امیه و بنی‌عباس، برای حفظ موقعیت خویش گروه‌هایی از اعراب را به این منطقه کوچانیدند تا در مواقع ضروری از حمایت آن‌ها بهره‌مند شوند. عرب‌های خمسه که امروزه در بخش‌هایی از فارس ساکنند، از نوادگان همین اعراب هستند. کردان فارس نامی است که جغرافی‌نویسان دوران اسلامی به عشایر فارس داده‌اند. واژه «کرد» در آن دوران معنای نژادی نداشت و به تمام عشایران ایرانی‌تبار که در سیاه‌چادر زندگی می‌کردند اطلاق می‌شد. چغرافی‌دانان پنج طایفه یا زم کرد را در فارس معرفی می‌کردند که معمولاً دارای سرپرست‌های عرب بودند. رم کاریان در آغاز به زم اردشیر معروف بود، سپس به زم قاسم بن شهر براز و بعداً به زم احمد بن حسن تغییر نام داد و این بدان دلیل است که نام زم اغلب ثابت بوده ولی سرپرستان در طول ده‌ها سال تعویض شده‌اند. با این حال قلمرو و تبار زموم تغییر نیافت و بدین ترتیب در کنار شواهد دیگر می‌توان باصری‌ها را از تبار زم کاریان دانست.
به روایت‌های پیران و شجره‌نامه‌های ایل، لشکری از کردان فارس شاه منصور مظفری را در نبرد گود پاتیله علیه تیمور همراهی می‌کردند و عده‌ای از آن‌ها نیز طی آن کشته شدند.

### از صفویه تا قاجاریه
در دوره صفویه نیز حکومت ایل باصری به دست حاکمانی عرب‌تبار بود. به دستور کریم خان زند در سال ۱۱۷۱ قمری (۱۱۳۶ خورشیدی) ایل باصری از ایل عرب مستقل شد اما حکومت ایل به میر شفیع خان شیبانی از خوانین عرب سپرده شد. نوادگان او که آخرین آن‌ها محمود خان باصری بود، تا سال ۱۲۷۹ قمری (۱۲۴۱ خورشیدی) بر ایل حکومت کردند. بدین ترتیب حکومت اعراب بر ایل باصری تا تشکیل اتحادیه خمسه در دوره قاجار ادامه یافت.
باصری‌ها در دوره زندیه از حامیان کریم خان بودند و به دستور او گرمسیر را در دشت‌های کربال، سروستان و کوار می‌گذراندند تا در مواقع لازم به شیراز نزدیک باشند. در زمان سقوط زندیه، باصری‌ها از زندیه حمایت می‌کردند و در برابر سپاه آقامحمد خان قاجار و ابراهیم خان کلانتر مقاومت کردند. پس از فتح شیراز، سرکوب حامیان زند آغاز شد. فتحعلی شاه نیز که در دوره حکومت آقامحمد خان بیگلربیگی فارس بود، اقدام به غارت و سرکوب طوایف حامی زندیه از جمله باصری‌ها، کرونی و لشنی کرد و بخشی از طایفه عبداللهی را به اصفهان تبعید کرد که امروزه «بالاولایتی» خوانده می‌شوند.
در دوره ناصرالدین شاه در سال ۱۲۴۰ خورشیدی بنابر برخی مقاصد سیاسی، اقتصادی و نظامی، به فرمان دولت مرکزی اتحادیه ایلی خمسه متشکل از ایل‌های باصری، بهارلو، اینالو، نفر و عرب تشکیل شد. ایل باصری در دوره قحطی ۱۲۵۱–۱۲۴۹ ایران نیز همچون دیگر اهالی ایران تحت تأثیر قرار گرفت و جمعیت آن از هزار و پانصد خانوار به چهارصد خانوار کاهش پیدا کرد. افزون بر این شیوع آنفولانزا (۱۲۶۸) و فشار دولت برای دریافت مالیات در این دوره باعث پراکنده و متلاشی شدن ایل شد.
در سال ۱۲۸۹ خورشیدی هنگام وقوع حوادث جنوب، کلانتر ایل باصری و دیگر سران ایلات فارس و بختیاری، با مخابره تلگراف به مجلس شورای ملی، به تجاوزات دولت روسیه اعتراض کردند و آمادگی خود را برای فداکاری اعلام داشتند. در سال ۱۲۹۵، پس از تشکیل پلیس جنوب، باصری‌ها همراه دیگر عشایر فارس با آن درگیر شدند. در ۱۲۹۶ نیز باصری‌ها و قشقایی‌ها با قشون انگلیس، در مغرب دهبید در دهکده کافتر، به نبرد پرداختند.
در سال ۱۲۹۸ در جریان قحطی سراسری و همه‌گیری آنفلوانزا، بخش قابل توجهی از جمعیت باصری‌ها همانند دیگر نقاط ایران جان خود را از دست دادند که این رخداد در میان مردم به نام «سال دردی» شناخته می‌شود و به نوعی تبدیل به مبدأ تاریخ شده است.

### دوران پهلوی تاکنون

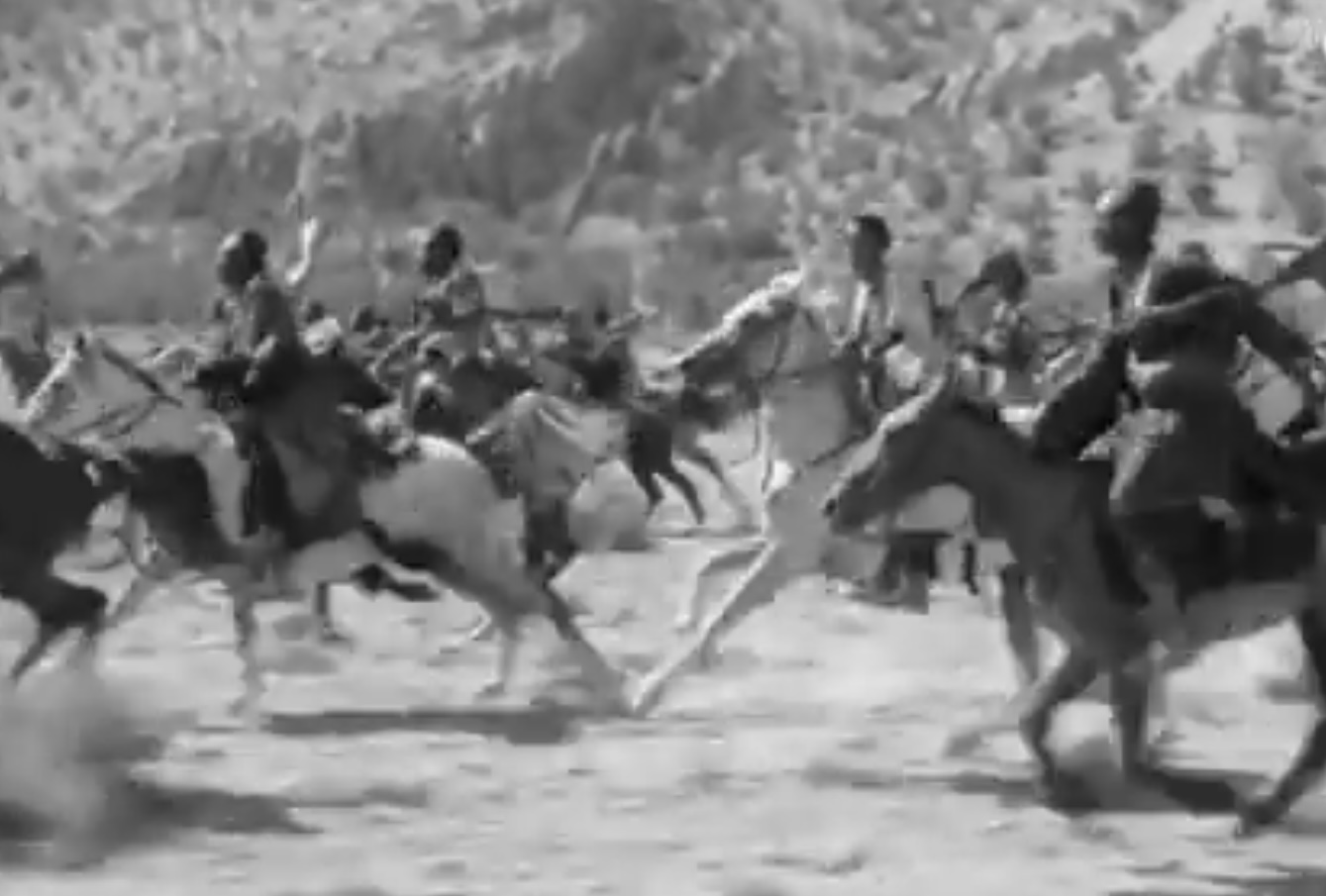
سواران باصری در ۱۳۱۰

پس از کودتای ۳ اسفند ۱۲۹۹ و روی کار آمدن دودمان پهلوی، باصری‌ها، مانند دیگر عشایر جنوب، رفته رفته زیر نفوذ دولت و نظامیان قرار گرفتند. علی‌رغم مقاومت‌ها و شورش‌های متعددی که در این دوران در واکنش به سیاست‌های دولت پهلوی توسط عشایر فارس صورت گرفت، باصری‌ها همواره اعلام بی‌طرفی کردند. سران ایل باصری با دور نگه‌داشتن ایل از درگیری‌های نظامی و سیاسی آن دوران، در مقایسه با سایر ایل‌های فارس دوره نسبتاً باثباتی را در تاریخ ایل پدیدآوردند؛ چنانچه دوران کلانتری محمد خان ضرغامی را دوران طلایی در تاریخ حیات اجتماعی-سیاسی ایل باصری در دوره معاصر دانسته‌اند.
در شورش عشایری ۱۳۰۹-۱۳۰۷ فارس که در نتیجه فشارهای دولت بر عشایر این منطقه بود، باصری‌ها اعلام بی‌طرفی کردند. پس از سرکوب شورش و اجرای سیاست‌های خلع سلاح عشایر و تخته قاپو توسط دولت، باصری‌ها نیز به ناچار آبادی‌نشین شدند که در مناطق سردسیر تلفات سنگینی به ایشان وارد آمد. پرویز خان کلانتر ایل در همان دوره به اتهام مخالفت با تخت قاپو بازداشت شد و تا زمان پایان آن تحت نظر بود. پس از برکناری و تبعید رضاشاه در سال ۱۳۲۰ و ضعف دولت، از فشار بر عشایر کاسته و کوچ باصری‌ها و دیگر عشایر پس از ۹ سال دوباره آغاز شد.
در زمان اشغال ایران در جنگ جهانی دوم در جریان موسوم به نهضت جنوب نیز با وجود اینکه در سال ۱۳۲۲ میان نیروهای ایلات خمسه به رهبری قوام که مورد حمایت متفقین بودند و قشقایی‌های طرفدار آلمان جنگی در دشت موک در شمال فیروزآباد درگرفت، باصری‌ها خود را از درگیری‌ها دور نگه داشتند. کمی بعد در شهریور ماه ۱۳۲۵ در جریان جنبش عشایری مسلحانه نهضت فارس علیه حزب توده، باصری‌ها دگربار اعلام بی‌طرفی کردند. شورشیان قشقایی، محمد خان ضرغامی، رئیس ایل را، به دلیل خودداری از همراهی با نهضت به گروگان گرفتند و برادر دیگر او حسنعلی خان خواه ناخواه حاضر به همکاری با آنان شد و به دستور او تفنگچیان باصری به نیروهای محاصره‌کننده شیراز پیوستند. جنبش سرانجام در ۲۵ مهر همان سال با استعفای کابینه ائتلافی احمد قوام به پایان رسید.
ازین پس تا رخداد کودتای ۲۸ مرداد ۱۳۳۲ فشار بر عشایر کم بود و ایلات در آرامش نسبی به سر می‌بردند؛ اما با قدرت یافتن دوباره حکومت مرکزی در پی کودتا، دوباره دوران جدیدی از سرکوب عشایر و افول اقتدار آنان آغاز و سران آن‌ها بازداشت، تبعید و تحت مراقبت قرار گرفتند. محمد خان ضرغامی نیز در این دوره چند بار به زندان افتاد. محمد بهمن‌بیگی در آغاز دهه ۱۳۳۰ تعلیمات عشایری را راه‌اندازی نمود که نخستین مدرسه ایل باصری در سال ۱۳۳۴ افتتاح شد. در همین سال حسنعلی خان از طرف دولت از کلانتری برکنار و اداره ایلات به افسران ارتش واگذار شد. با تأسیس دانشسرای عشایری در ۱۳۳۶ نیز آموزش در عشایر با جدیت بیشتری ادامه یافت.
باصری‌ها در جریان شورش عشایری ۱۳۴۶-۱۳۴۱ فارس نیز که در پی اصلاحات ارضی و سرکوب عشایر بود، همانند شورش‌های پیشین اعلام بی‌طرفی کردند. با این حال کلانتر ایل محمد خان ضرغامی در اعتراض به اعدام بهمن قشقایی، یکی از رهبران شورشی که در اسفند ماه ۱۳۴۳ با وساطت او تسلیم شده‌بود، دست به اعتراض گشود که به ۱۵ سال حبس و تبعید محکوم شد. مقارن با این دوره طایفه‌های مختلف باصری به دلایلی همچون افزایش جمعیت، خشکسالی و تخریب ایل‌راه‌ها برای بار دوم و به دلخواه آبادی‌نشین شدند.
با رخداد انقلاب ۱۳۵۷ محمد خان ضرغامی از زندان آزاد شد و با کاسته شدن فشار بر عشایر، دوباره گروه‌هایی از باصری‌ها شروع به کوچروی کردند. با بازگشت عشایر به کوچ، درگیری‌های پرشماری میان ایلات فارس درگرفت که از آن‌ها می‌توان به «جنگ احمدآباد» میان باصری‌ها و طایفه شش بلوکی قشقایی اشاره کرد. در سال ۱۳۵۹ محمد خان ضرغامی در قصردشت کمین در پی یک درگیری با سپاه پاسداران کشته شد. سپس به مرور و برای سومین بار فرایند یکجانشین شدن باصری‌ها آغاز شد؛ به طوری که امروزه بیشتر آن‌ها یکجانشین شده‌اند. چنانچه در سرشماری عمومی عشایر کوچنده سال ۱۳۸۷ تنها ۹٬۰۶۶ باصری به صورت کوچ‌نشین حضور داشتند.

## زبان
باصری‌ها به گویش باصری سخن می‌گویند که گویشی از زبان فارسی و از گویش‌های منطقه فارس به‌شمار می‌رود. طایفهٔ ایلخاص به دلیل چند دهه همجواری با ایلات ترک، به زبان ترکی گفتگو می‌کنند و گروه‌های کوچکتری نیز به لری یا عربی تکلم می‌کنند. زبان این گروه‌ها نیز بعدها به دلیل کوچ و همجواری با اقوام دیگر تغییر یافته است. در گویش باصری واژگان فراوانی با ریشهٔ پارسی باستان و پهلوی وجود دارد.
در جدول زیر به برخی از واژگان گویش باصری اشاره شده است:
| فارسی معیار | باصری | آوانوشت |
| جوان        | جُنگ   | Jong    |
| کثیف        | پَچَل   | Pačal   |
| خسیس        | پیناس | Pinās   |
| وارونه      | چَپّه   | Čappe   |
| دهان        | کَپ    | Kap     |
| کلیه        | گُرده  | Gorde   |
| همه         | گِشت   | Gešt    |
| خواسته      | وایه  | Vaye    |
| بره شیرخوار | کرپه  | Korpe   |
| استخوان     | سِکَل   | Sekal   |

## دین
باصری‌ها مسلمان و شیعه دوازده امامی هستند با این حال باورها، رسوم و جشن‌های اسلامی در میان آن‌ها جایگاه ویژه‌ای ندارد. با وجود ارتباط دائم باصری‌ها با اهالی روستاها؛ تقسیمات و وقایع سال قمری در میان آن‌ها به‌طور جدی پیگیری نمی‌شود. با اینکه باصری‌ها به‌طور نسبی از رسوم اسلامی مطلع هستند؛ در رعایت آن‌ها به‌طور کلی ثابت قدم نیستند و جشن‌ها و مراسم اسلامی به ندرت مورد توجه قرار می‌گیرند. توجه باصری‌ها به رسوم چرخهٔ زندگی مانند تولد، ازدواج و مرگ نسبت به آیین‌های اسلامی مانند روزه در ماه رمضان و عزاداری در ماه محرم به‌طور کلی بیشتر می‌باشد. طایفه ایلخاص که اخیراً به ایل ملحق گشته، کمی از این قاعده استثناست و در میان مردم ایل به عنوان گروهی مذهبی شناخته می‌شود.
با این وجود، زیارتگاه‌هایی در مسیر کوچ ایل یافت می‌شوند که برای مردم ایل قابل احترامند. از جمله مهم‌ترین آن‌ها امامزاده سید محمد (به گویش باصری: سید مهد) در نزدیکی روستای کافتر در سرحد ایل است.

## مردم‌شناسی

### پوشش

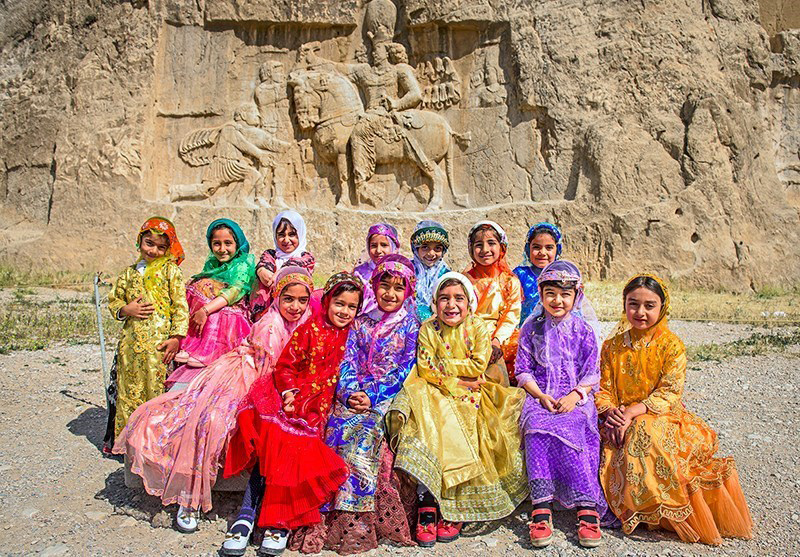
کودکانی با پوشش باصری در نقش رستم

لباس مردان باصری تا پیش از تغییر پوشاک در ایران شلوارهای دمپا گشاد، پیرهن‌های بی‌یقه، عبایی بلند به نام «چاکبند» و همراه با شالی پشمی که دور کمر بسته می‌شد و قبایی نمدی در فصول گرم بود. به جای جوراب از پاپیچ استفاده می‌شد و گیوه (مَلِکی) نیز نقش کفش را داشت. کلاه مردان نیز استوانه‌ای سیاه‌رنگ از جنس پشم بود. لباس زنان باصری که تاکنون نیز استفاده می‌شود شامل پیراهنی بلند و دامنی چین‌دار به نام «تومون» می‌باشد. «چارقد» نیز به عنوان پوشش سر استفاده می‌شود. آن‌ها در زمستان روی پیراهن پوششی آستردار به نام «کُردین» به تن می‌کنند تا از سرما محفوظ بمانند.

### موسیقی
ساز کرنا و نقاره ابزارهای نواختن معروف ایل باصری هستند که در مراسم ازدواج و حتی سوگواری از آن‌ها استفاده می‌شود. نی هفت‌بند از دیگر ابزارهای موسیقی در ایل باصری است که معمولاً با آوازی در سبک دشتی همراهی دارد. واسونک‌خوانی گونهٔ دیگری از موسیقی در میان مردم ایل است.

### رقص
در ایل‌ها به‌خصوص در ایل باصری، دو نوع رقص مرسوم و متداول‌ترین است که یکی مربوط به مردان و دیگری منحصر به زنان است. رقص مردان که نوای آن «جنگنامه» نام دارد. در تَرکه بازی دو نفر به میدان می‌آیند، یکی از آن‌ها ترکه‌ای محکم به دست می‌گیرد و دیگری پایه‌ای برمی‌دارد. این دو همراه نوای جنگنامه چند دور می‌رقصند. سپس صاحب ترکه حمله را شروع و پایه‌دار دفاع می‌کند. صاحب ترکه برای برنده شدن باید از زانوی رقیب به پایین را با ترکه بزند. پس از آن که ترکه را زد، ترکه و پایه را با هم عوض می‌کنند و رقص و حمله و دفاع دوباره شروع می‌شود. زنان و دختران ایلی نیز در لباس‌های محلی به صورت دایره‌وار با تکان دادن دستمال‌های رنگین در دست انجام می‌شود.

### ازدواج
ازدواج در میان باصری‌ها بر اساس رسم و رسوم خاص و منحصر به فردی انجام می‌شود. مراسم عروسی معمولاً بیشتر از ۲ روز طول می‌کشد که در آن مراسم مختلفی مانند حجله‌بندان، حمام داماد، حنابندان، جهیزیه‌کشان، واسونک‌خوانی و عروس‌بران (عروس‌کشان) همراه با رقص‌هایی مانند چوب‌بازی (تَرکه‌بازی) و دستمال‌بازی اجرا می‌گردد.

## ساختار

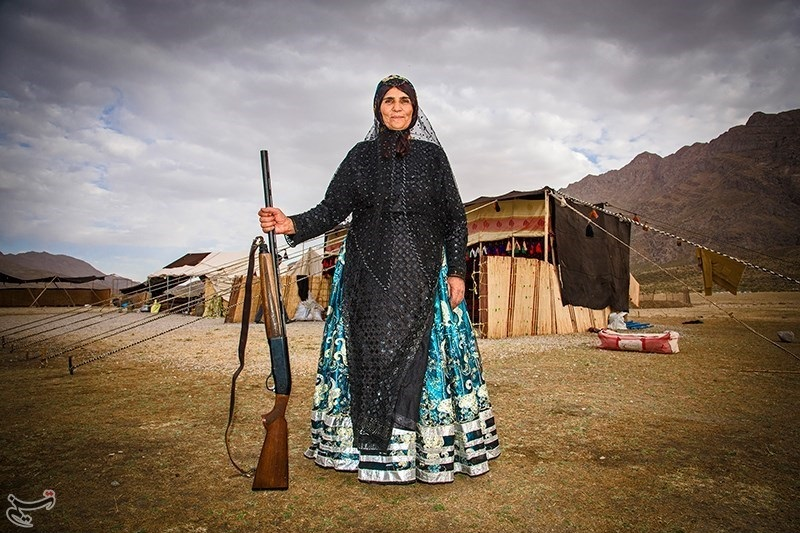
زنی از ایل باصری

ساختار سیاسی-اجتماعی ایل باصری متشکل از پنج رده است که به ترتیب از بالا تا پایین ایل، طایفه، تیره، اولاد و چادر یا خانواده نامیده می‌شوند. ایل یک واحد سیاسی است که از تعدادی طایفه تشکیل شده است. طایفه یک واحد سیاسی-اجتماعی است که از تعدادی تیره تشکیل می‌شود. اگر تیره‌های یک طایفه دارای نیای مشترک باشند، طایفه به نام آن شخص نام‌گذاری می‌شود. گاهی نیز نام طایفه از مکان یا محل اقتباس می‌شود. مانند طایفه سروستانی که ریشه در شهر سروستان دارند و طایفه حنایی که از شهر حنا به ایل پیوسته‌اند.
تیره به عنوان مشخص‌ترین و منسجم‌ترین تشکیلات ایلی، شامل گروهی از چند اولاد است که غالباً باهم خویشاوندی دور و نزدیک دارند و در چند نسل پیش، از طریق سببی یا نسبی به نیای مشترک می‌رسند. افراد هر اولاد نوه و نتیجه‌های یک فرد هستند و از نسبت فامیلی نزدیکی برخوردارند. هر اولاد از چند خانواده تشکیل شده است که دارای بیشترین همبستگی قومی هستند. به مجموعه افرادی که در زیر یک چادر زندگی می‌کنند، خانوار اطلاق می‌شود که کوچک‌ترین رده تقسیمات ایلی را تشکیل می‌دهد.
دربارهٔ تعداد طایفه‌های ایل باصری در منابع مختلف اختلاف وجود دارد اما به‌طور سنتی ایل به ۱۲ طایفه تقسیم می‌شود. دو شاخه اصلی طوایف باصری علی میرزایی و ویسی نام دارند. طایفه‌های باصری (شامل مهاجرین) به شرح زیر هستند:
- جوچین
- کلمبه‌ای
- لب‌موسی
- فرهادی
- عبداللهی
- سروستانی
- ایلخاص
- کرمی
- علی قنبری
- ظهرابی
- قوقی
- میر
- صالحی
- حسین احمدی
- شکاری
- سروستانی
- علی شاه قلی
- آلقلی
- حنایی
- کرجه‌ای
- تربر
- چاربنیچه
- دور و بَر

## ریاست

خوانین باصری، نشسته از چپ پرویز خان، محمد خان و محمدحسین خان

رئیس ایل باصری «کلانتر» نام داشت که معادل عنوان ایلخان در ایلات دیگر است. «خان‌ها» رئیس طوایف و تیره‌ها به‌شمار می‌روند و همگی تابع کلانتر بودند. در این ایل، بیشتر امور مربوط به قانون بر اساس سنت و مصالحه اداره می‌شود و توسط تحریم‌ها و فشارهای پراکنده اجتماعی تنظیم می‌گردد. با این حال، کلانتر ایل در مواردی که به دلیل پیچیدگی مسئله نتوان آن را از طریق سنت حل کرد، به عنوان میانجی عمل می‌کرد. از دیگر وظایف کلانتر می‌توان به تخصیص مراتع و هماهنگی کوچ‌های ایل و نمایندگی ایل در تعاملات سیاسی مهم با مقامات یکجانشین (دولتی) اشاره کرد.
فسایی در فارسنامه ایل باصری را در دورهٔ صفوی فاقد رئیس و ضمیمهٔ حکومت ایل عرب دانسته است. در سال ۱۱۳۶ خورشیدی در زمان کریم خان زند با مرگ میرمهدی خان عرب شیبانی، حکومت ایل‌های عرب و باصری میان دو فرزند او تقسیم شد و ایل باصری دارای حکومت مستقل گردید، گرچه حاکمان آن هنوز از عرب‌ها بودند. بدین ترتیب میرشفیع خان شیبانی و سه نسل پس از او، میر رفیع خان، محمدتقی خان و محمود خان تا سال ۱۲۴۱ بر ایل باصری حکم راندند و سرانجام در این سال با مرگ محمود خان، به دستور قوام‌الملک که به تازگی ایلات خمسه را شکل داده‌بود، فردی از ایل باصری به نام حاج نورعلی قوقی به مقام کلانتری ایل رسید. مدتی بعد ویسی‌ها علیه او شورش کردند و آقا جان بیگ کلمبه‌ای را به عنوان کلانتر برگزیدند. او فرزند محمد خان و از خوانین محلی کلمبه‌ای بود و از ۱۲۴۶ تا ۱۲۵۹ خورشیدی بر ایل باصری حکومت کرد. پس از آقاجان بیگ برادرزاده‌اش حاج محمد خان ملقب به «معین‌العشایر» به کلانتری رسید. وی مدت زیادی بر ایل حکومت و با قدرت و سیاست تمامی مخالفان خود را سرکوب کرد و با گسترش املاک و پذیرفتن طوایف جدید، زمینه پیشرفت ایل را فراهم نمود. او همچنین کلانتری را در نسل خودش موروثی کرد.
پس از محمد خان معین‌العشایر فرزندش پرویز خان ملقب به «ضرغام‌السلطان» به حکومت رسید. بسط و توسعه ایل در زمان او ادامه یافت و طوایف علیشاهقلی و علی قنبری در زمان او به ایل پیوستند. پس از او فرزند ارشدش محمدخان ضرغامی به قدرت رسید. در دوره او طایفه ایلخاص به ایل بازگشت و حکومت بر گروه‌های کوچک و پراکنده ایل عرب و بقایای ترک‌های نفر به کلانتر باصری تفویض شد. بدین ترتیب باصری در زمان او به اوج قدرت خود رسید. در سال ۱۳۲۵ با استعفای محمدخان، حسنعلی خان برادرش به مقام کلانتری ایل رسید و تا سال ۱۳۳۴ در این مقام باقی ماند. در ایل سال به دستور دولت، ایلخانان ایل‌های کشور از جمله حسنعلی خان از کلانتری معزول شدند و اداره ایل باصری به افسران نهاد انتظامات ایلات واگذار شد.
طایفه «دربار» یا «دور و بر» شامل ملازمان و اطرافیان کلانتر بود که به امورات وی می‌پرداختند و همیشه همراه او کوچ می‌کردند. نمونه‌هایی از این نوع طایفه در ایلات قشقایی، لر و عرب نیز موجود می‌باشد که به «عمله» معروف هستند.

## اقتصاد

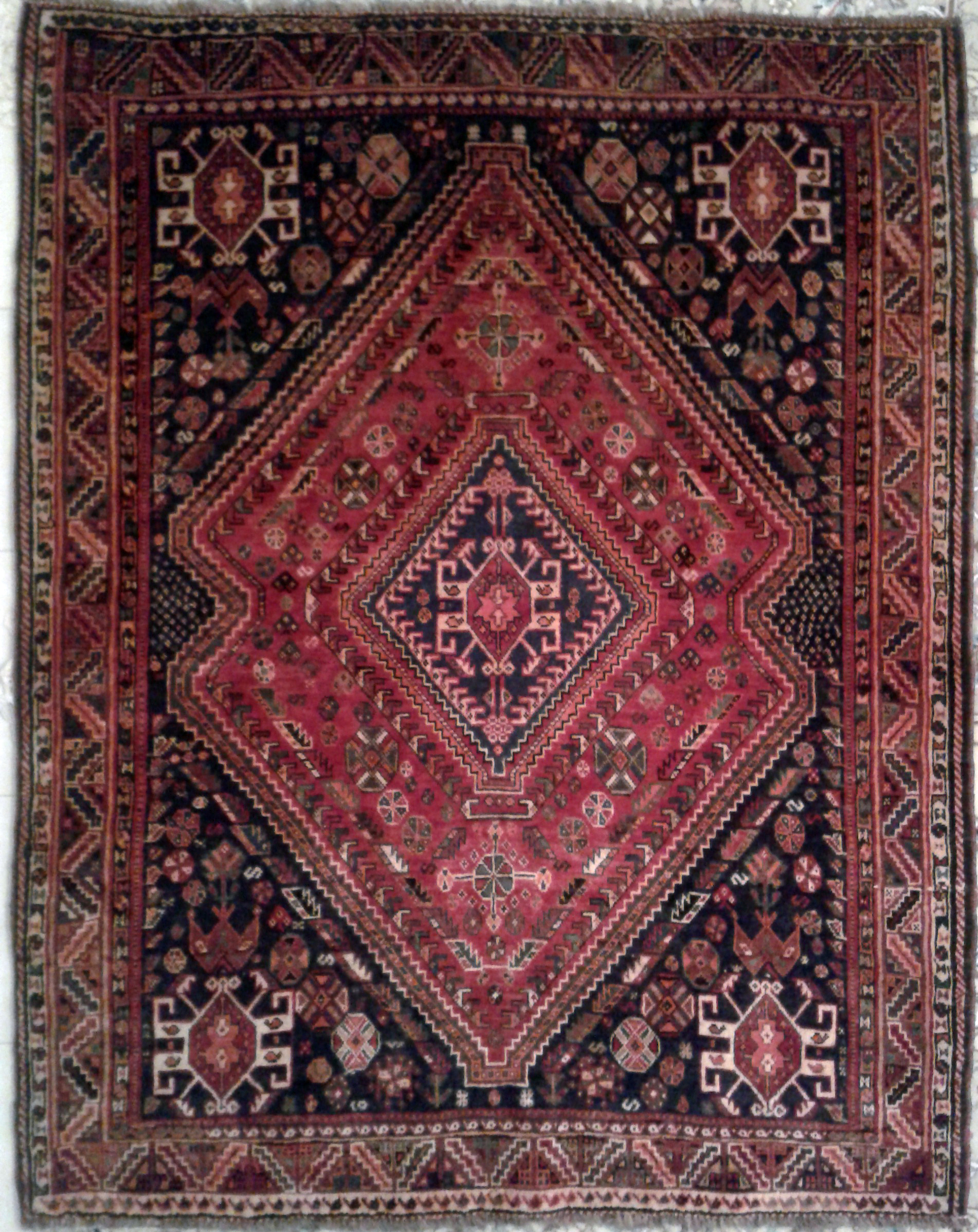
قالی باصری

اقتصاد ایل باصری در گذشته و در دورهٔ کوچندگی عمدتاً برپایهٔ دامداری و فرآورده‌های دامی استوار بود. در کنار گله‌داری خانوارهایی نیز کم‌وبیش به زراعت می‌پرداختند. با گذشت زمان و یکجانشین شدن باصری‌ها، آن‌ها نیز به اقتصاد کشاورزی و زمین‌داری روی آوردند. امروزه باصری‌ها، برخلاف گذشته به زمین و تولید زراعی بسیار اهمیت می‌دهند.

### دام‌ها
دام‌های ایل باصری شامل گله‌ای از بز و میش که تعدادشان بسته به وضعیت اقتصادی خانواده و جایگاه اجتماعی افراد ممکن است به چند صد رأس و گله‌های متعدد نیز برسد. چهار پایانی از قبیل اسب، الاغ، قاطر و شتر نیز ضمن کمک به وضعیت اقتصادی خانواده، کوچ و جابجایی را تسهیل و بر سرعت عمل تحرکات فصلی می‌افزاید. نژاد دام‌های ایل باصری به گویش خودشان قَلَمه (سور و مَلهِه) نامیده می‌شود. اسب باصری یکی از نژادهای بومی اسب است که ریشه آن به ایل باصری بازمی‌گردد.

### صنایع دستی

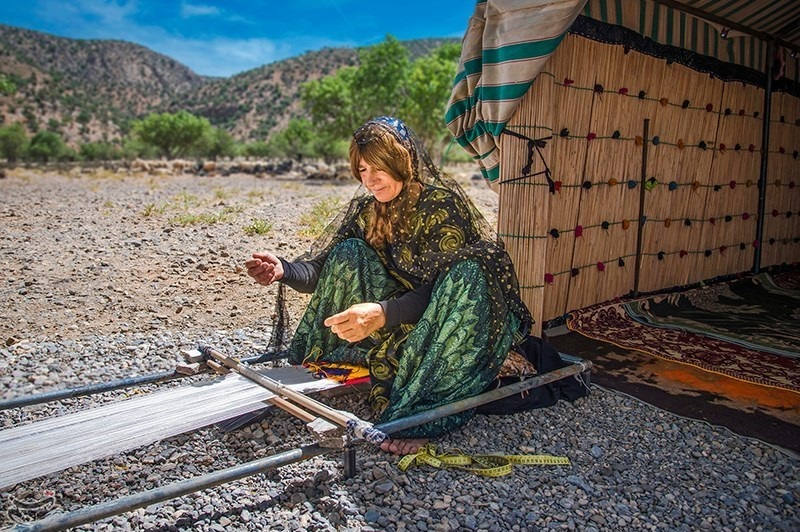
یک زن باصری در حال قالی‌بافی

در صنایع دستی، قالی و گلیمِ باصری‌ها در منطقه شهرت و اهمیت بسیار دارد. شهرت قالی‌بافی ایل باصری در کنار سایر عشایر فارس به حدی است که قالی فارس به عنوان میراث فرهنگی و معنوی بشر در سازمان یونسکو ثبت گردیده است. گبه و قالی‌های ایل همانند لباس رنگارنگ زنان ایل موجی از رنگ‌های شاد طبیعت را در خود جای داده است. گلیم‌های اصیل ایل از پشم خالص و جاجیم‌ها نیز از نخ‌های رنگین و ظریف پشمی یا پنبه‌ای یا مخلوط هر دو بافته می‌شوند. زنان ایل ضمن انجام دادن کارهای روزمره خانگی به هنرهای بیشماری نیز آراسته بودند که مهم‌ترین آن صنایع دستی بود که اکثراً بازتاب‌دهنده آداب و رسوم و فرهنگ فردی و جمعی ایل بود.
نقشمایه‌های بکار رفته در قالی و خورجین‌ها معمولاً چهاربازویی ترنجی بازو بسته و بازو شکسته است که منحصر به قالی‌های باصری می‌باشد. هنرمندی زنان باصری در آفریدن نگاره‌های مرغی گوناگون شگفت‌انگیز است. گوناگونی مرغان در قالیبافی ایل باصری به اندازه‌ای است که دیگر مرغ‌بازان چیره‌دست چون بهارلو و عرب‌های فارس حتی طایفه‌های عرب منطقه نی‌ریز از نظر کثرت انواع هم‌آورد باصری‌ها نیستند. بافندگان باصری دستکم پنج نگاره مرغی خاص دارند که هیچ‌یک در دیگر دستبافته‌های فارس بدین صورت دیده نشده است. از دیگر شاخصه‌های نقشپردازی در قالی‌بافی باصری فراوانی نگاره‌های کوچک شبیه s انگلیسی، نقش آب و سروهای پهن و کوتاه به سبک سروهای تخت جمشید هستند.
از دیگر صنایع دستی ایل می‌توان به لَتف، قالی، گبه، جاجیم، گلیم، سرکش، خورجین، تیردان، چنته، جل اسب، خوابگاه، خوره و جوال اشاره کرد.

## قلمرو

حدود سرزمین کوچ باصری‌ها در نقشه استان فارس

چادرنشینان ایل باصری در قطعه سرزمین باریکی زندگی می‌کنند که از دامنه‌های کوه بل در شمال آغاز می‌شود و تا دشت‌های فداغ و بیرم در جنوب کشیده شده است. طول این منطقه حدود ۶۰۰ و عرض آن ۸۰ کیلومتر است. چادرنشینان این فاصله را دوبار در سال طی می‌کنند. قلمرو ایل باصری از غرب به قلمرو ایل قشقایی، از شرق به قلمرو عرب خمسه و از جنوب به قلمرو ایل نفر محدود می‌شود.
قلمرو ییلاقی ایل باصری که در میان خودشان سرحد نامیده می‌شود، در سرحد چهاردانگه از سوباتان تا رضاآباد در منطقه احمدآباد، پاسارگاد، عمری، تخت عروس، دم‌دریا، لای لور، بخشی از غرب سرحد قنقری، انارک، سید احمدی، مشکان، دلو نظر، نخودزار، ترناس، کوه سفید و دشت‌های کمین، خفرک، ابرج و مرودشت را شامل می‌شود. قلمرو ایل در میانبند شامل کربال، آهوچر، صوفیا، بمو، کوشک مولا، بردج، خالدآباد، داریان، ایزدخواست، خرامه، کفترک، کشنگان و قندیلک، تمام روستاهای دشت سروستان از پل فسا و علاءالدوله تا گردنه گل‌چهره در مشرق سروستان تا برسد به کوه‌های قشقه، نیمه شمالی خفر از روبروی تنگ حاشی و اسماعیل‌آباد تا چرگ و تادوان می‌شود. قلمرو قشلاقی ایل باصری نیز که گرمسیر نام دارد فتح‌آباد، کافتر، بغل سیاه، هفت چاه زنگویه، چدرویه، دو بند ظهراب، کردیان و جلگاه جهرم، دو بند گلک جویم، بنارویه، هرم، کاریان، هود و بیدشهر به طرف جنوب تا مغرب لار را در بر می‌گیرد.
امروزه بیشتر باصری‌ها در در مرودشت ساکن شده‌اند. افزون بر آن گروه‌های بزرگی از آنان در شهرهای سعادت‌شهر، سیدان، زرقان، شیراز، سروستان، جهرم و روستاهای منطقه احمدآباد، سده، آسپاس، قنقری، پاسارگاد، کمین، خفرک، معصوم‌آباد، میان‌قلعه، ابرج، رامجرد، کربال، مرودشت، سروستان، چرگ، خافتر، قالینی، بغل سیاه، هفت چاه زنگویه، چدرویه و یوسف‌آباد، فرشته‌جان، کاریان، لاغران، جلال‌آباد، عطاءآباد ساکن شده‌اند. عده کوچکتری نیز هنوز به زندگی کوچ‌نشینی ادامه می‌دهند.

### مهاجرت‌ها
از دوره قاجار به این سو گروه‌هایی از باصری‌ها به نقاط مختلف ایران مهاجرت کرده، یا از ایل گسسته و به ایلات و عشایر دیگر پیوسته‌اند. در سال ۱۲۴۴ خورشیدی طایفه ایلخاص تماماً به اصفهان مهاجرت کرد و در حدود ۹۰ سال در آنجا اقامت گزید و در اواسط سدهٔ ۱۴ به سرزمین پیشین خود بازگشت و دوباره به ایل باصری پیوست. در سال ۱۲۹۶ رمضان خان باصری (از طایفهٔ عبداللهی) با ایل و احشام خود در پی یافتن مراتع مناسب به جندق و بیابانک کوچید؛ در آنجا با یاری رؤسا و منتقدان محلی، قدرت‌الله خان، نایب‌الحکومه و پسرش را کشت و خود را نایب‌الحکومه خواند؛ و سرانجام در ۱۲۹۷ از جندق رانده شد. خانواده‌هایی از این گروه هنوز در آن منطقه اقامت دارند. در سال ۱۳۱۳ نیز ۲۵۰ خانوار از باصری‌ها به سمنان، سرخه و گرمسار مهاجرت کردند. ۳۰ خانوار از آن‌ها در ۱۳۲۲ به ایوانکی و سپس از آنجا به ورامین رفتند و در روستاهای آن ساکن شدند. گروه‌های دیگری از باصری‌ها در ازغند و سرخس خراسان، اطراف قم و کرمان، سیستان، چهارمحال و بختیاری و خوزستان نیز یافت می‌شوند.
گروه‌هایی از اولادها و تیره‌های باصری نیز در زمان‌های مختلف به ایلات و عشایر عرب، لر و قشقایی پیوسته‌اند.